# Lindacatalina
Lindacatalina is een geslacht van kreeftachtigen uit de klasse van de Malacostraca (hogere kreeftachtigen).

## Soorten
- Lindacatalina brevipenis (Rodríguez & Diaz, 1980)
- Lindacatalina hauserae (Pretzmann, 1977)
- Lindacatalina latipenis (Pretzmann, 1968)
- Lindacatalina orientalis (Pretzmann, 1968)
- Lindacatalina puyensis (Pretzmann, 1978)
- Lindacatalina sinuensis Rodríguez, M. R. Campos & López, 2002
- Lindacatalina sumacensis Rodríguez & von Sternberg, 1998